# Všesvazová pionýrská organizace V. I. Lenina
Všesvazová pionýrská organizace V. I. Lenina (Всесою́зная пионе́рская организа́ция и́мени В. И. Ле́нина) byla masová organizace pro děti ve věku 9–15 let, původně pojmenovaná po Spartakovi a od roku 1924 po sovětském vůdci Leninovi. Vznikla 19. května 1922 jako komunisticky orientovaná obdoba skautského hnutí a zanikla roku 1991. Stala se základem a vzorem světového pionýrského hnutí a byla přímo podřízena Ústřednímu výboru Komsomolu, mládežnické organizace komunistické strany, a nepřímo tak Komunistické straně Sovětského svazu. Na jejím vrcholu patřila k jejím členům většina sovětských dětí, v roce 1974 například měla organizace 25 milionů členů. Po dosažení 15 let měli pionýři přecházet do Komsomolu.
Hnutí založili komunisticky orientovaní vedoucí ruského skautu na půdorysu své původní organizace, ale v duchu bolševické ideologie. Vznik Pionýra podpořila i Leninova žena Naděžda Krupská. Pionýrská organizace disponovala řadou pionýrských domů ve větších městech a provozovala i sportoviště a prázdninové tábory, z nichž největší a nejznámější byl Artěk.